# 桜井成広
櫻井 成廣（さくらい なりひろ、1902年（明治35年）3月 - 1995年（平成7年）12月7日）は、哲学者で青山学院大学名誉教授。工部省官僚長野桂次郎の外孫。

## 経歴
教師櫻井成明の長男として東京府に生まれる。東京帝国大学文学部哲学科を卒業。青山学院大学で、哲学、論理学の教授をしていたが、城郭研究者として広く知られていた。大坂城、伏見城、聚楽第など豊臣秀吉の築いた城の専門家だった。

## 家族
- 祖父・桜井成能（1842－1886） ‐ 篆刻を得意とした書画家。松壑と号す。桜井成愛の長男。陸奥国白河郡釜子村出身。高田藩士（釜子地方は白河藩主の領地替えに伴い寛保元年（1741年）より越後高田藩の飛び領地）で、明治維新後は教部省、宮内省に務めた[3][4][5]。病で借金ができ、婚約者と破談、この話をもとに北村透谷は短編小説『星夜』を執筆した[6]。
- 父・桜井成明（1865-1945） - 牧師。陸奥国(福島県)生まれ、東京帝国大学古典科卒[7]。メソジスト派の信者で、大学卒業後、カナダ・メソジスト教会宣教師チャールズ・イビーの伝道を手伝い、北村透谷と親交[7][8]。1893年より関西学院（メソジスト派）および神戸女学院（会衆派）で漢文を教え、1900年に青山学院に転ずる[7]。訳書に『希臘孝子腓立比物語』女学雑誌社、1893年[9]
- 母・トメ - 長野桂次郎の長女。
- 父方叔母・高崎母登（1874-） ‐ 高崎介蔵の妻。築地生まれで東京音楽学校卒。夫の介蔵は会津若松出身、東京法学院卒の実業家。夫婦ともにクリスチャン[10]。

## 著書
- 「桃山芸術と日本文化」彰国社 1947
- 「豊臣秀吉の居城 大坂城編」日本城郭資料館出版会 1970
- 「豊臣秀吉の居城 聚楽第 伏見城編」日本城郭資料館出版会 1971
- 「戦国名将の居城 その構造と歴史を考える」新人物往来社 1981
- 「日本史 名城の謎 城をめぐる攻防と構造の謎」日本文芸社 1983

### 共著
- 『日本の名城と城下町』鳥羽正雄共編 日本城郭資料館出版会 1970
- 『豊臣女系図 哲学教授櫻井成廣の秀吉論考集』蒲池明弘共著 桃山堂 2014